# Xosé Neira Vilas

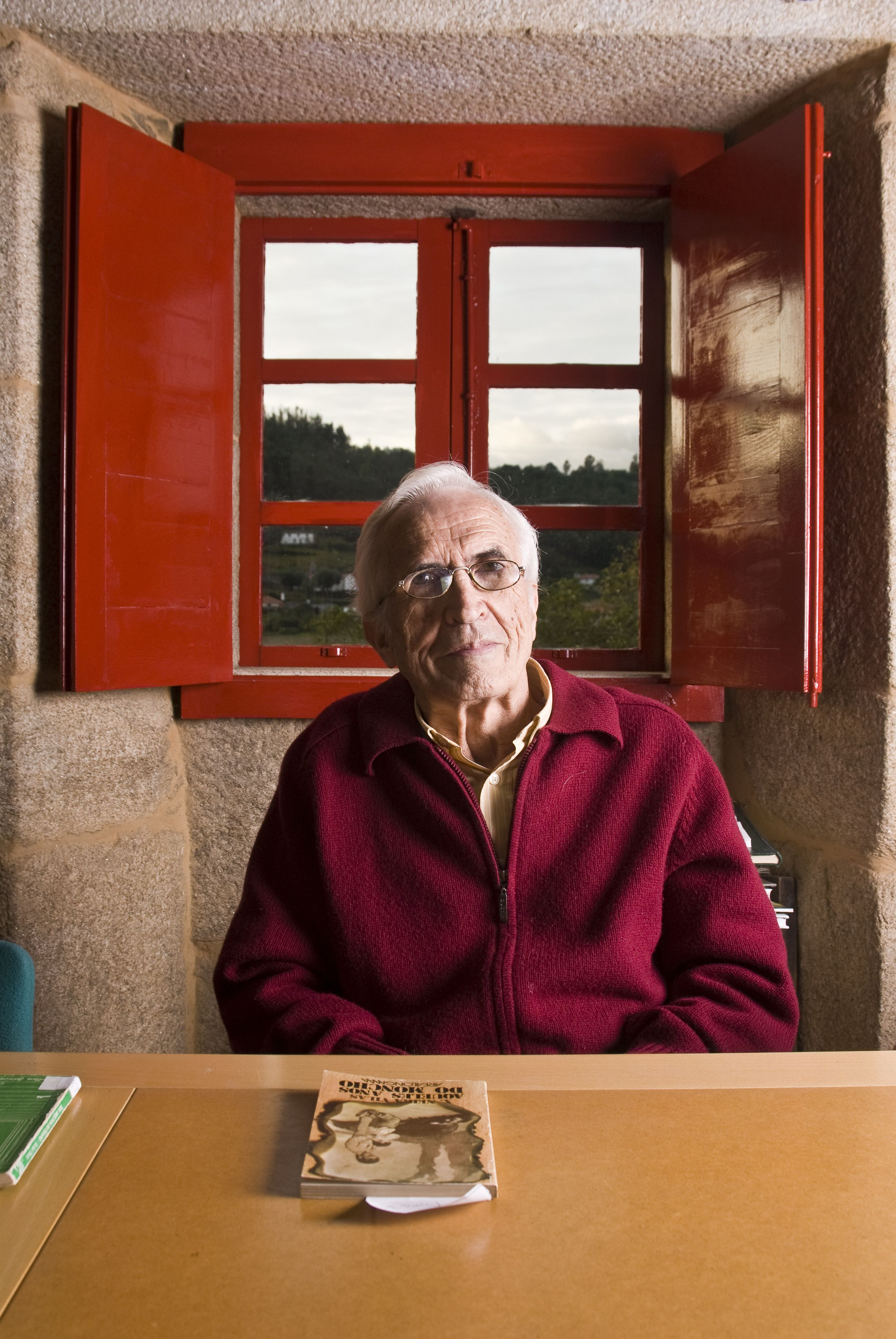
Xosé Neira Vilas.

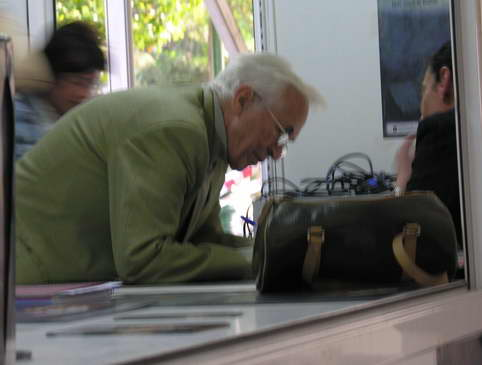
Neira Vilas firmando un libro en 2006.

Xosé Neira Vilas (Gres, Villa de Cruces, Pontevedra, 3 de noviembre de 1928-Gres, 27 de noviembre de 2015) fue un narrador, ensayista, periodista y poeta español en lengua gallega.
Emigró a Buenos Aires en 1949. En la capital argentina alternó el trabajo con la formación autodidacta, manteniendo sus vínculos con Galicia en los centros de la colectividad gallega emigrante. Se casó con la escritora cubana Anisia Miranda, hija de gallegos, y se trasladó a Cuba, donde desarrolló su labor literaria. Tras treinta y un años en la isla caribeña, ya jubilados, ambos regresaron a Galicia en 1992 para vivir en Gres donde dirigieron la Fundación Xosé Neira Vilas. El escritor fue miembro numerario de la Real Academia Gallega, doctor honoris causa por las Universidades de La Coruña y La Habana, Premio de la Crítica Española (narrativa) y premio de la Crítica Gallega (ensayo) y le fueron concedidas las medallas Castelao, Pedrón de Honra y Celanova Casa dos Poetas.

## Obra narrativa
La obra  narrativa de Neira Vilas puede situarse dentro de un realismo social crítico en el que las estructuras y las fuerzas sociales actúan como determinantes de las situaciones. Galicia está presente en la mirada de Neira Vilas y sus experiencias de la infancia y juventud condicionan su testimonio. Se unen en sus obras la preocupación social y el libre desarrollo de la afectividad, con un lenguaje directo que busca la rápida comunicación con el lector. A continuación se comentan algunas de ellas.
Memorias dun neno labrego (1961), traducido al español como Memorias de un niño campesino. Es una novela de estructura muy sencilla que, con un lenguaje de gran eficacia narrativa, profundiza en la realidad de la Tierra, en el subdesarrollo de un grupo de campesinos. El autor cuenta desde el punto de vista de un niño –Balbino, personificación del propio novelista– la vida del mismo sumergido en un mundo cerrado, en una aldea del interior de Galicia, hasta que se ve obligado a emigrar. Esta novela constituye un hito en la literatura gallega de posguerra debido a su éxito e impacto popular.
Xente no rodicio (1965). Es una colección de relatos en los que el autor sigue con la exploración de la vida campesino. Introduce al lector en el mundo marginal de las tragedias aldeanas, con las leiras (huertas) requemadas por la sequía, las cosechas perdidas, con las gentes hambrientos y los niños trabajando como hombres. 
Camiño bretemoso (Camino nebuloso, 1967) es una novela testimonio del hombre que emigra de la aldea de viejas casas y lleva una existencia angustiosa en Buenos Aires y en el sur argentino. El protagonista cuenta su odisea llena de angustia, tristeza, aislamiento e inhibición. El relato pudiera ser un monólogo pero está dirigido a un supuesto oyente, que escucha, ríe e interviene con algunas palabras que no aparecen registradas en el relato.
En la misma dimensión, enfrentando el tema de la emigración están los cuentos de Historias de emigrantes (1968). Las situaciones marginales de la aldea reviven en los relatos de A muller de ferro (1969) y el mundo de Balbino, con el mismo escenario y algunos personajes, reaparece en Cartas a Lelo (1971).
Remuiño de sombras (1973) es una novela en la que Neira Vilas emplea una técnica de collage (multiperspectivismo) para expresar una visión completa de la compleja vida de la emigración. Su protagonista es colectivo: los emigrantes gallegos maltratados por el éxodo y la historia.
En Aqueles anos do Moncho (1977), Neira Vilas refleja otros testimonios de la aldea lejana, narrando acontecimientos del tiempo terrible de la guerra civil, en un escenario campesino, con hombres dominados por el miedo.
Nai (1980) contiene una serie de recuerdos ordenados alrededor de la figura materna que constituyen un homenaje a todas las madres gallegas.
Querido Tomás (1980) nos muestra la inquietante confesión en primera persona –como Balbino en las Memorias– de Sara, maestra cuarentona, en las tierras del Ulla y del Deza –escenarios comunes a las narraciones de Neira Vilas–. Sara se queda en la aldea con una fidelidad resignada mientras Tomás se ve obligado a emigrar a América. Se trata de una historia amorosa quebrada por la emigración, por las estructuras socioeconómicas y por los sucesos políticos del pasado. 
Dentro de la narrativa para niños publicó Espantallo amigo (1971), O cabaliño de buxo (1971) y A Marela Taravela (1974).